# Скосогоренко Григорій Пилипович
Григорій Пилипович Скосогоренко (рос. Скосогоренко Григорий Филиппович; 25 січня (7 лютого) 1903, Суми — 7 серпня 1961, Одеса) — ортопед-травматолог, доктор медичних наук (1944), професор (1945), завідувач кафедри загальної хірургії (1944—1946), організатор і завідувач кафедри ортопедії й травматології (1946—1950), директор (1944—1950) Львівського медичного інституту.